# 129550 Fukuten
129550 Fukuten este o planetă minoră (asteroid), cu un diametru de 2,672 km, din centura de asteroizi. A fost descoperită pe 9 octombrie 1996 la Nanyo, Yamagata de 大国富丸⁠(d). 
Obiectul prezintă o orbită caracterizată de o semiaxă mare de 2,3219884210517 UAi, o excentricitate de 0,24, o înclinație de 2,7 ° în raport cu ecliptica.